# 多尔干人

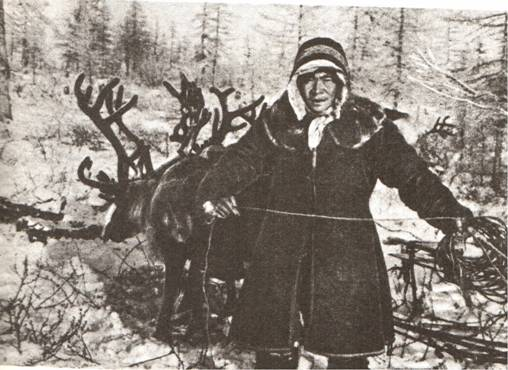
多爾幹人

多尔干人(該族自稱為)，又译多尔甘人，俄罗斯突厥语民族。分布于克拉斯諾亞爾斯克邊疆區、2002年人口有7261人，5517人在泰梅尔自治区，26人在烏克兰，持多尔干语。
多尔干语是雅库特语方言，他们在19-20世纪從雅库特人分开，他们生活形态更像通古斯人，在冰原上养驯鹿、打猎、捕捞和少量农业。他们在三十年代被农业集体化。改为從事馴鹿飼養，捕魚，奶牛養殖以及園藝。
他们信仰東正教，也信仰萨滿教。